# Cyclohexanhexon
Cyclohexanhexon ist eine chemische Verbindung aus der Gruppe der Kohlenstoffoxide.

## Gewinnung und Darstellung
Cyclohexanhexon-Octahydrat kann durch Oxidation von Rhodizonsäure oder von Diaminotetrahydroxybenzol mit Salpetersäure gewonnen werden.

## Eigenschaften
Cyclohexanhexon ist ein beiger Feststoff.
Laut Röntgenbeugungsanalyse ist das unter dem Namen „Cyclohexanhexonoctahydrat“ oder gleichwertigen Namen gehandelte Reagenz tatsächlich Dodecahydroxycyclohexandihydrat, ein Feststoff, der bei 95 °C zerfällt.

## Verwendung
Cyclohexanhexon-Octahydrat wird bei der Herstellung von Hexaazatriphenylenhexacarbonitril verwendet. Es wird auch als pharmazeutisches Zwischenprodukt eingesetzt.